# 杨仁火
杨仁火（1970年1月—），男，江西人，中华人民共和国外交官，现任中华人民共和国驻几内亚比绍共和国特命全权大使。

## 生平
杨仁火曾在驻日本大使馆和中央外事办公室任职。2019年，任外交部边界与海洋事务司参赞兼外交部边界与海洋事务代表。2021年12月，任外交部边界与海洋事务司副司长。2024年4月，出任中华人民共和国驻几内亚比绍大使。